# فوربس غودفري
فوربس غودفري هو سياسي كندي، ولد في 31 مارس 1867 في ويلينغتون نورث في كندا، وتوفي في 6 يناير 1932 في تورونتو في كندا. حزبياً، نشط في حزب أونتاريو المحافظ التقدمي. وقد انتخب عضو برلمان مقاطعة أونتاريو.